# Rundfunkjahr 1957

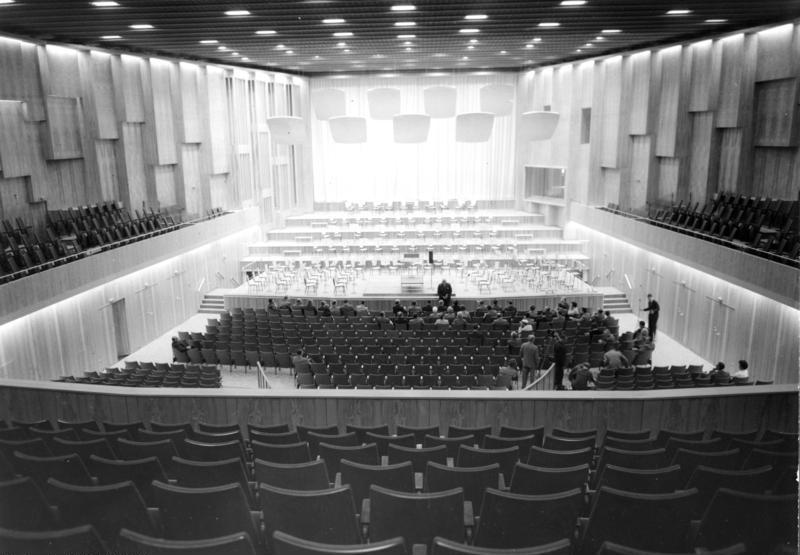
1957: Der SFB bezieht das Haus des Rundfunks in der Masurenallee. Im Bild: Der Sendesaal.

Liste der Rundfunkjahre

◄◄ | ◄ | 1953 | 1954 | 1955 | 1956 | Rundfunkjahr 1957 | 1958 | 1959 | 1960 | 1961 | ► | ►►

Weitere Ereignisse

## Allgemein
- Der erste Band der von der ARD herausgegebenen Rundfunktechnischen Mitteilungen erscheint.
- Nach der Renovierung des Gebäudes bezieht der 1953 gegründete Sender Freies Berlin das Haus des Rundfunks in der Masurenallee.
- Sony bringt die Transistorradios MK-55 und TR-72 auf den Markt, wobei das TR-72 bereits nach Nordamerika und Europa exportiert wird. Die Geräte werden allerdings noch nicht unter dem Namen Sony vermarktet.

## Hörfunk
- 4. Januar – Der WDR in Köln   beginnt mit der Ausstrahlung des 8-teiligen Hörspiels Paul Temple und der Fall Gilbert von Francis Durbridge mit René Deltgen, Annemarie Cordes und Kurt Lieck in den Hauptrollen (Regie: Eduard Hermann).
- 3. April – Der Rundfunk der DDR beginnt damit, Propagandasendungen auch in arabischer Sprache zu verbreiten. Der Hintergrund sind Entwicklungen wie die Sueskrise, die Eisenhower-Doktrin, sowie der Algerienkrieg, die diesen Teil der Welt verstärkt in den ideologischen Ost-West-Gegensatz geraten lassen.
- 8. April – Das ORF-Mittagsmagazin Autofahrer unterwegs hat Premiere. Die Sendung wird wochentäglich ausgestrahlt und bleibt bis 1999 im Programm.

## Fernsehen

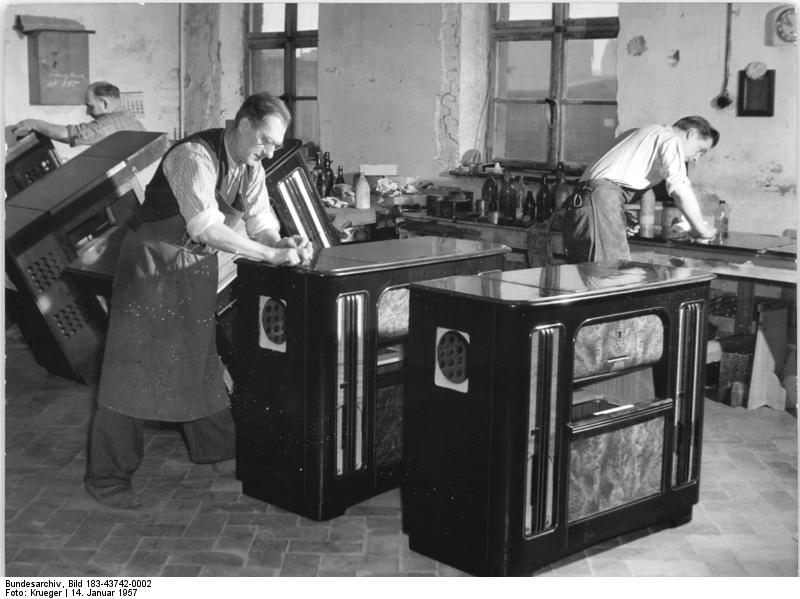
1957: Tonmöbelfabrik in Luckenwalde

- 1. Januar – Der ORF beendet seinen Fernsehversuchsbetrieb und sendet an sechs Tagen in der Woche ein regelmäßiges Programm.
- 1. Januar – Der ORF strahlt die erste Ausgabe der Nachrichtensendung Zeit im Bild aus.
- 6. Januar – Elvis Presley tritt zum letzten Mal in der Ed Sullivan Show auf.
- 23. Januar – Auf ABC ist das von Walt Disney präsentierte Fernsehspecial Unser Freund das Atom (Our Friend The Atom) zu sehen. Der Film, der sich an Schüler der Sekundarstufe richtet, führt im Sinne der Eisenhower-Administration in die Grundlagen der Atomtheorie und Nukleartechnik ein. Weiters ist der deutsche Physiker Heinz Haber zu sehen.[1]
- 31. März – In der CBS ist eine Fernsehfassung von Cinderella in Farbe zu sehen, mit der 21-jährigen Julie Andrews in der Titelrolle. Die Musik stammt von Richard Rodgers und Oscar Hammerstein II.
- 1. April – In einem berühmtgewordenen Aprilscherz berichtet die BBC in der Episode Spaghetti Harvest von der angeblichen Spaghettiernte in der Schweiz.
- 3. August – In der ARD ist die erste Folge der Unterhaltungssendung Zum Blauen Bock zu sehen.
- 28. Oktober – Start von Panorama, des ersten zeitkritischen Magazins in der ARD.
- 1. Dezember – NDR und WDR starten ihre Regionalmagazine Nordschau und Hier und heute.
- 25. Dezember – Die BBC überträgt die erste Royal Christmas Message von Königin Elisabeth II. im Fernsehen.

## Geboren
- Gudrun Gut – deutsche Musikerin, DJ und Radiomoderatorin (Ocean Club), wird in Celle geboren.
- 22. März – Michael Mosley, britischer Fernsehmoderator und Journalist, wird in Kalkutta (Indien) geboren († 2024).
- 8. August – Dieuwertje Blok, niederländische Moderatorin und Schauspielerin, wird in Nederhorst den Berg geboren († 2025).
- 15. August – Diedrich Diederichsen, deutscher Journalist, Kulturwissenschaftler und Poptheoretiker, wird in Hamburg geboren.
- 18. August – Harald Schmidt, deutscher Schauspieler und Entertainer, wird in Neu-Ulm geboren.
- 29. Oktober – Dan Castellaneta, US-amerikanischer Synchronschauspieler (Homer Simpson), wird in Chicago geboren.
- 5. November – Jon-Erik Hexum, US-amerikanischer Schauspieler und Model (Hotel, Ein Traummann auf der Titelseite), wird in Englewood (New Jersey) geboren († 1984).

## Gestorben
- 13. Dezember – Georg Pahl, deutscher Schauspieler (u. a. am Ohnsorg-Theater) und Hörspielsprecher stirbt 64-jährig in Hamburg-Rissen.